# 알렉산다르 1세 (유고슬라비아)
알렉산다르 1세(Aleksandar I Karađorđević, Cyrillic script: Александар I Карађорђевић, 1888년 12월 16일 ~ 1934년 10월 9일) 또는 통일왕 알렉산다르(세르비아어: Александар Ујединитељ)는 세르비아 왕국의 섭정을 거쳐 1921년부터 1934년 사이에 유고슬라비아 왕국의 국왕이었다. (1929년까지는 세르비아인 크로아티아인 슬로베니아인 왕국의 국왕)

## 어린 시절
몬테네그로 공국의 체티네에서 태어났다. 세르비아 왕국의 국왕 페타르 1세와 류비카(몬테네그로의 국왕 니콜라이 1세의 딸) 사이에서 태어난 차남으로, 스위스 제네바에서 교육을 받다가 1910년 발진티푸스로 인해 거의 죽을 뻔하기도 했다.
러시아 제국의 상트페테르부르크로 가서 군사 교육을 받았으나 형인 조르제가 살인을 해서 왕세자에서 폐위되자 다시 세르비아로 귀국해서 왕세자가 되었다.

## 발칸 전쟁과 제1차 세계 대전
1912년 오스만 제국과의 제1차 발칸 전쟁이 발발하자 육군 제1사단의 사령관이 되어 쿠마노포 전투와 비툴라 전투에서 승리를 거두었고 1913년 불가리아 왕국과의 제2차 발칸 전쟁이 발발하자 브레갈니카 전투에서도 군사를 이끌고 승리했다.
비슷한 시기 아버지 페타르 1세를 대신해 1914년 6월 24일 섭정태자가 되었으나 제1차 세계 대전이 발발하자 세르비아군의 최고 사령관이 되어 칼 전투와 콜루바라 전투에서 오스트리아-헝가리 제국 군대를 무찔렀다.
그러나 1915년 독일 제국, 불가리아 왕국의 연합과 대공세로 그리스의 케르키라섬과 몬테네그로, 알바니아 북부의 계곡과 골짜기로 군대를 물려 마케도니아 전선에서 다시 결정적인 승리를 거두고 1918년 연합군의 마지막 대공세에 중요한 역할을 수행했다.

## 유고슬라비아 국왕
1918년 2월 1일 세르비아인-크로아티아인-슬로베니아인 국가인민위원회의 위임을 맡았는데, 이것은 세르비아인 크로아티아인 슬로베니아인 왕국의 탄생으로 생각된다.
1921년 아버지 페타르 1세가 죽자 그 해 8월 16일 왕위를 계승해 세르비아인 크로아티아인 슬로베니아인 왕국의 국왕으로 즉위했다. 1929년 크로아티아 농민당의 당수 스테판 라디치의 암살을 계기로 정치적 위기에 대응해 헌법 폐지와 의회 해산으로 개인 독재 체제를 구축했다. 그리고 '세르비아인 크로아티아인 슬로베니아인 왕국'을 '유고슬라비아 왕국'으로 국호를 변경하고 10월 3일 33개의 주를 9개의 바노비나로 개편했다.
1931년에는 새 헌법을 제정해서 성인 남성에게도 참정권을 주겠다고 결정했으나 비밀 선거에 관한 규정은 기각되었다. 이로써 모든 국가 투표는 알렉산다르 국왕의 헌법 아래에 치러지고 국왕이 직접 참의원 의원의 절반을 승인했고 법안도 국왕이 승인해야 합법적으로 적용되었다.

## 암살
어느 화요일에 그의 가족 중 3명이 죽자 알렉산다르는 공개적으로 집무 수행을 거부했으나 1934년 10월 9일 프랑스 제3공화국과의 동맹을 강화하기 위해 마르세유를 방문했다.
그곳에서 프랑스의 외무장관이자 프랑스의 전직 총리였던 루이 바르투와 함께 차를 타고 시내를 가던 도중에 불가리아의 혁명가이자 내부 마케도니아 혁명 기구의 저격수인 블라도 체르노젬스키가 쏜 권총에 맞아 암살당했다. 프랑스 외무장관 바르투도 권총에 맞아 죽고 말았다.
저격범 체르노젬스키도 그 자리에서 군중들과 프랑스 경찰들에게 구타당해 죽었다. 체르노젬스키의 배후에는 이탈리아의 독재자였던 베니토 무솔리니, 크로아티아의 파시스트 조직인 우스타샤의 수장이었던 안테 파벨리치가 있었다. 사후 아들 페타르 2세가 그 뒤를 이었고 그의 암살에 대한 필름 기록은 미국 대통령 케네디 암살 사건과 함께 현존하는 중요한 암살 사건 기록물로 남아 있다.

## 자녀
| 사진 | 이름                         | 생일            | 사망                   | 기타 |
| ---- | ---------------------------- | --------------- | ---------------------- | --- |
|      | 페타르 2세                   | 1923년 9월 6일  | 1970년 11월 3일 (47세) | 그리스와 덴마크의 공주 알렉산드라와 결혼, 1남. |
|      | 유고슬라비아 왕자 토미슬라브 | 1928년 1월 19일 | 2000년 7월 12일 (72세) | 마르가리타 폰 바덴 공녀와 결혼 후 이혼, 1남 1녀. 린다 메리 보니와 결혼, 2남                                                                                 |
|      | 유고슬라비아 왕자 안드레이   | 1929년 6월 28일 | 1990년 5월 7일 (60세)  | 크리스티나 마르그레테 폰 헤센 공녀와 결혼 후 이혼, 1남 1녀. 키라 멜리타 폰 라이닝겐 공녀와 결혼 후 이혼, 2남 1녀. 에바 마리아 안젤코비치와 결혼, 자녀 없음. |

## 관련 사이트
- The Official Website of the Serbian Royal Family
- The Mausoleum of the Serbian Royal Family

| 전임 페타르 1세 | 세르비아인-크로아티아인-슬로베니아인 왕국의 국왕 1921년 8월 16일~1929년 1월 6일 | 후임 유고슬라비아 국왕 |

| 전임 신설 | 유고슬라비아 국왕 1929년 1월 6일~1934년 10월 9일 | 후임 페타르 2세 |